# リビング学習
リビング学習（リビングがくしゅう）とは、子どもがリビングやダイニングといった両親の目の届く範囲で勉強する学習方法のこと。 
基本的には学習習慣の定着を保護者が補助する手法である。東大に行く子はリビングで勉強していたなどの説が教育雑誌などで広まり、家庭に影響を与えたとされる。

## メリット
親が子供の学習を把握しやすく、子どもにとっても親が見守ってくれることで、やる気が高まるのではないかと指摘されている。また、学習を子供任せにせず、困っている子供に対して声掛けができる距離感を保つことが子どもを安心させ、集中力を高めるのではないかと指摘されている。

## 推奨者
自立した学習がしづらい子どもに有効であるとの観点から隂山英男が推奨している。。また、中学受験業界では浜学園の調査において多くの塾生がリビングで学習しているとの結果がでていることから、圓林真吾がその重要性を主張し、小学館、関俊行らとともにリビング学習を推奨している。

## 通信教育
リビング学習を実現する通信教育として、小学館、浜学園、西日本電信電話らによるテレビドラゼミが2014年4月に開講している。。西日本電信電話の中村正敏はテレビドラゼミに対応するスマートテレビである光BOX+で実現し、テレビを通じた新しい文化を創りたいと発言している。

## 学習机
リビング学習机として、イオンや大手家具メーカーが、リビングに置いても違和感のないデザイン等を実現した商品を提案している。

## あかり
あかりが作るリラックスと集中力のリズムという観点で、パナソニックは隂山英男らとあかりで差がつくリビング学習を提唱し、2013年7月7日イベントを開催する。

## ハウスメーカー
旭化成ホームズの木戸将人らはリビングダイニングにおける小学生の学習場所に関する調査を日本建築学会で発表している。